# مخطط دارة (كهرباء)

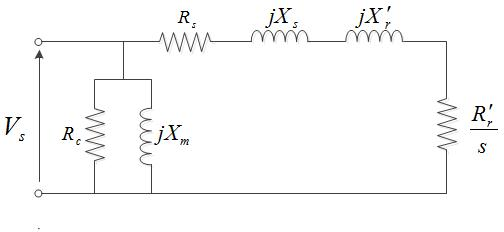
مخطط دائرة لمحرك حثي ذي ثغرة هوائية ثابتة

وضع التصور الأول لمخطط الدائرة بواسطة هيلاند عام 1894 وبيهرند عام 1895، وهو تمثيل بياني لأداء آلة كهربية. ويرسم المخطط بمعلومية جهد وتيار الدخل للآلة. يمكن رسم مخطط الدائرة للمنوبات والمحركات التزامنية والمحولات والمحركات الحثية. ويعد مخطط هيلاند هو تمثيل تقريبي لمخطط دائرة خاص بمحركات حثية، وفيها نفرض أن جهد الدخل للعضو الثابت ومقاومة وحث العضو الدوار جميعهم ثابتون ومقاومة العضو الثابت ومفاقيد القلب الحديدي تساوي صفر. ويكون المخطط كما بالشكل التالي:
حيث:
- Rs، Xs: مقاومة وحث العضو الثابت
- Rr'، Xr', s: مقاومة وحث العضو الدوار منسوبين للعضو الثابت وانزلاق العضو الدوار
- Rc، Xm: مفاقيد القلب والمفاقيد الميكانيكية، الحث المغناطيسي
- Vs: جهد العضو الثابت
- I0 = OO', IBL = OA, I1 =OV: تيار اللاحمل، تيار غلق العضو الدوار، تيار العمل
- Φ0, ΦBL : زاوية اللاحمل، زاوية غلق العضو الدوار
- Pmax, sPmax, PFmax, Tmax, sTmax: أقصى قدرة خرج والانزلاق المقابل، أقصى معامل قدرة، أقصى عزم والانزلاق المقابل
- η1, s1, PF1: الكفاءة، الانزلاق، معامل القدرة

يرسم مخطط الدائرة بمعلومية بيانات نحصل عليها بواسطة اختبار دائرة القصر أو اختبار دائرة اللاحمل، وفي حالة الآلات بواسطة اختبارات غلق العضو الدوار.

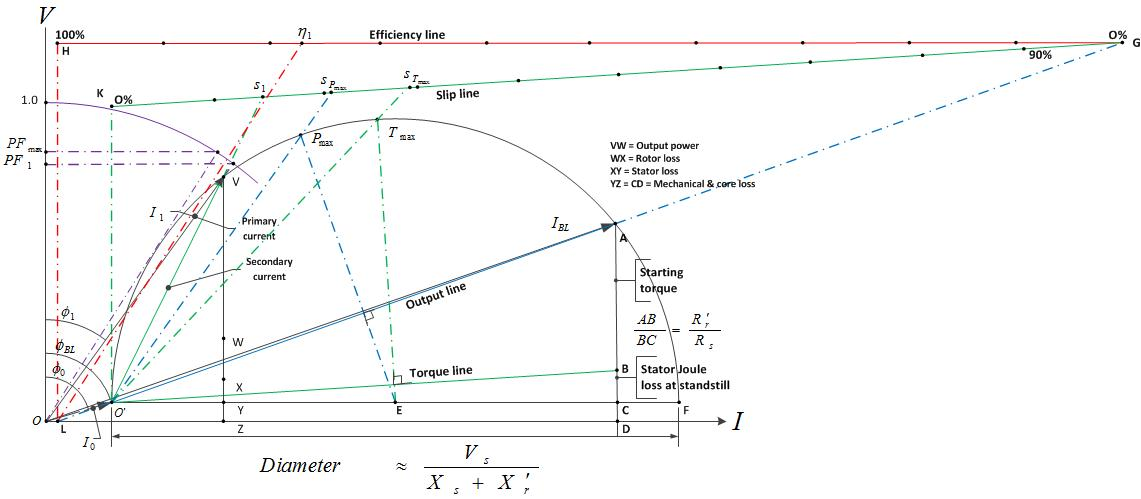
مخطط دائرة لمحرك حثي ذي ثغرة هوائية ثابتة